# Ik ben een gokker
Ik ben een gokker is een lied van de Nederlandse zanger André Hazes. Het werd in 1989 als single uitgebracht en stond in hetzelfde jaar als eerste track op het album Dit is wat ik wil.

## Achtergrond
Ik ben een gokker is geschreven door Rufus Thomas en André Hazes en geproduceerd door John van de Ven en Jacques Verburgt. Het is een nummer dat past in het genre Nederlandstalige rhythm-and-blues en rock-'n-roll. Ik ben een gokker is een bewerking van Walking the Dog van Rufus Thomas uit 1963. Het nummer was de eerste single van een album waarop Hazes zich van een totaal andere kant liet horen. Daar hij vooral het levenslied, smartlappen of levenspop zong, waren de nummers van dat album uit de rhythm-and-blues, rock-'n-roll en blues. Hazes mocht van zijn platenmaatschappij dit album maken wegens zijn tienjarig bestaan als succesvol artiest.
In het lied zingt Hazes over hoe hij het bedrog en de leugens van een vriend of partner doorheeft. Hij heeft dit door omdat hij zelf een gokker is, en dus de spelletjes kent en niet makkelijk voor gek wordt gehouden. Voordat Hazes het album Dit is wat ik wil uitbracht, sloot hij zijn optredens vaak af met een oude rock-'n-rollplaat. Na het uitbrengen van het album, deed hij dit, voor in ieder geval de tour ter promotie van het album, met Ik ben een gokker.
Op de B-kant van de single is het lied I'm blue te vinden. Dit is een cover van het lied van The Ikettes uit 1961. De versie van Hazes is geschreven door Ike Turner en geproduceerd door John van de Ven en Jacques Verburgt. I'm blue staat als elfde track op hetzelfde album. 

## Hitnoteringen
De zanger had succes met het lied in de hitlijsten van Nederland.  Het piekte op de 32 plaats van de Nederlandse Top 40 en stond drie weken in deze hitlijst. Het kwam tot de 33e positie van de Nationale Hitparade en stond tien weken in deze lijst.